# Antonio Miguel Ramírez
Antonio Miguel Ramírez (Campillos, 5 de febrer de 1956 – Palafrugell, 1 d'agost de 2008) fou un ciclista actiu a Palafrugell i director esportiu del Club Ciclista Palafrugell. Treballador del ram de l'automoció (planxista i pintor) i ciclista amateur. Es va iniciar en el món de la bicicleta als 15 anys, passant per diversos equips i categories i guanyant nombrosíssimes curses. Li van oferir de fer-se professional, però va considerar que primer eren la seva feina i la seva família.
Als 32 anys va iniciar la tasca de formació de nens i nenes amb la bicicleta, que va continuar fins al final de la seva vida. Per les seves mans hi van passar molts petits ciclistes, que de 1993 a 2006 van fer possible que Palafrugell tingués els equips més competitius de Catalunya en alevins, juvenils, cadets i elits, i, a la vegada, va portar el nom de la vila de Palafrugell a la resta d'Espanya, a França i a la República d'El Salvador.
Junt amb el seu germà Paco, director titulat de ciclistes, van fer que l'equip d'elit fos de Primera Nacional durant els anys 2000 i 2001, una categoria on hi havia els 15 millors equips professionals. Va morir sobtadament el 2008, a l'edat de 52 anys.
De les noves generacions van sorgir figures destacades del ciclisme, entre ells, el seu fill Antoni Miguel Parra, ciclista d'elit i olímpic a Pequín.

## Premis i reconeixements
Té una plaça a la zona de la Bòbila Nova en nom seu, inaugurada el 2010, on també s'hi troba una escultura de ferro forjat en record seu, que va ser sufragada per subscripció popular.